# Кеннеди, Юджин
Юджин Патрик Кеннеди (англ. Eugene Patrick Kennedy; 4 сентября 1919, Чикаго, Иллинойс, США — 22 сентября 2011, Кембридж, Массачусетс, США) — американский биохимик. Доктор. Эмерит-профессор Гарвардского университета, член НАН США (1964) и Американского философского общества (1993).

## Биография
В 1937 году поступил в Университет Де Поля на химию, а в 1941 году — в Чикагский университет на органическую химию. Чтобы оплатить учёбу, работал в химико-исследовательском отделе Armour and Company. Был направлен Armour работать в Техас, где находился до 1945 года; после вернулся в Чикагский университет — где перешёл с кафедры химии на кафедру биохимии; после окончания учёбы работал в Калифорнийском университете в Беркли с Хорасом Баркером, а с 1950 года — в Гарвардской медицинской школе с Ф. Липманом. С 1951 года в Чикагском университете. С 1959 года именной профессор (Hamilton Kuhn Professor) и заведующий кафедрой биохимии в Гарвардской медицинской школе, работал там до 1993 года.
Член Американской академии искусств и наук (1961).
Награды
- Paul-Lewis Award in Enzyme Chemistry[англ.] (1958)
- Международная премия Гайрднера (1976)
- Passano Award[англ.] (1986)
- Heinrich Wieland Prize[англ.] (1986)
- William C. Rose Award[англ.] (1992)